# Alf Hedlund
Gustaf Alfred (Alf) Hedlund, född 5 september 1901 i Stockholms län, död 1955, var en svensk målare och konservator. 
Hedlund studerade vid Althins målarskola och på Konsthögskolan i Stockholm 1924-1929 och var därefter under några år anställd vid Johan Nilssons konservatorsfirma. Hans konst består av blomsterstilleben, stadsbilder, landskapsmålningar från trakten mellan Vättern och Tåkern har i olja, gouache och tempera. Han ställde ut separat i Linköping 1948 och medverkade i samlingsutställningar med Sveriges allmänna konstförening. Han medverkade vid renoveringar av målningar i Östra Eneby kyrka och Ulrika kyrka samt restaurerade medeltida kalkmålningar i Härkeberga, Gothem, Ytterlännäs och kykor.  